# Château du Lonzat (Jaligny-sur-Besbre)
Pour les articles homonymes, voir Château du Lonzat.
Le château du Lonzat est un château situé à Jaligny-sur-Besbre, en France.

## Localisation
Le château est situé sur la commune de Jaligny-sur-Besbre, dans le département de l'Allier, en région Auvergne-Rhône-Alpes.

## Historique

Blason des Fradel.

Le fief du Lonzat entra en 1607 dans la famille Fradel ou Fradet, originaire de l’ancienne paroisse de Saint Allyre, actuellement Sanssat, par le mariage de Marc Fradel, écuyer, seigneur de La Jarrye, mentionné comme seigneur du Lonzat en 1615, avec Marthe de Terrières, héritière de cette terre. 
Le château fut construit en 1643, au moment du mariage de Jean-François de Fradel, petit-fils de Marc de Fradel, avec Michelle Brirot.
Au XIXe siècle, Le Lonzat appartient à la famille Clayeux, qui s'en sépare en 1919.
L'édifice est inscrit au titre des monuments historiques en 1997.